# Aauri Bokesa
Aauri Bokesa (Madrid, 14 de desembre de 1988), de nom complet Aauri Lorena Bokesa Abia, és una esportista que va compaginar durant un temps les temporades de bàsquet i atletisme, defensant les samarretes del Club Bàsquet Estudiantes femení i de la AD Marathon respectivament. Ha estat internacional amb la selecció espanyola en tots dos esports, en bàsquet en les categories inferiors. Els seus pares provenen de Guinea Equatorial.

## Com jugadora de bàsquet
Ha estat seleccionada en categories inferiors (des d'U-16 a U-20) en la selecció espanyola de bàsquet femení. Va començar jugant a bàsquet en el club bàsquet Fuenlabrada i va jugar en el Club Bàsquet Estudiantes des de la temporada 2005/2006 fins a la 2008/09. Mesura 1,85 cm d'altura i jugava en la posició d'aler. Destacava per la seva gran capacitat atlètica i de salt, sent capaç de realitzar un mat.

### Palmarès

#### Amb la selecció espanyola
- Quarta, amb la selecció espanyola U-20, en el Campionat d'Europa de 2008 de Chietti, Pescara i Sulmona, Itàlia
- Campiona, amb la selecció espanyola U-18, en el Campionat d'Europa de 2006 de Tenerife.
- Campiona, amb la selecció espanyola U-16, en el Campionat d'Europa de 2004 a Itàlia.
- Subcampiona, amb la selecció espanyola U-18, anant com júnior de primer any, en el Campionat d'Europa de 2005 a Budapest
- Quarta, amb la selecció espanyola U-19, en el Campionat del Món de 2007 a Bratislava

#### Amb clubs
- Campiona de la lliga femenina de bàsquet de Segona Divisió amb Estudiantes, en la temporada 2007/08

### Clubs
- Fuenlabrada i Estudiantes: categories de formació
- Estudiants: 2006/07, 2007/08, 2008/09

## Com a atleta[2]
Va començar en l'atletisme per casualitat. L'AD Marathon, clàssic club madrileny d'atletisme, s'havia quedat sense cap atleta per cobrir la prova de 400 metres llisos, i la germana del preparador físic de l'Estudiantes havia sentit parlar de les seves qualitats com a atleta per mitjà del seu germà, per la qual cosa va sorgir que parlés amb ella per ocupar aquesta vacant. Aauri va acceptar i després d'unes bàsiques explicacions de com havia de posar-se en els tacs i afrontar la carrera, va participar i va aconseguir el tercer lloc en meta.
En la seva segona carrera de 400 metres va aconseguir la marca mínima exigida per poder competir en els campionats d'Espanya d'atletisme absoluts, malgrat tenir 18 anys i competir encara en categoria júnior.
Posteriorment va practicar totes les proves de la velocitat llisa i té bones marques en 100, 200 i 400 m.
Durant la temporada 2008/09 va ser campiona d'Espanya de la categoria promesa; ha representat Espanya en els Campionats d'Europa de Seleccions absoluta a l'aire lliure (en 2009, 10, 11, 13, 14), Sub 23 (2009) i va liderar el rànquing absolut espanyol de marques de la temporada amb una marca de 53s 61 el 2009 (el rècord espanyol de 400m és 51s 17 aconseguit per Sandra Myers l'any 1991). Va participar en els Jocs Olímpics de Londres el 2012, en els campionats del món de 2013 de Moscou, en la universíada de 2011 en Shenzen entre altres esdeveniments internacionals. Ha participat també en l'equip espanyol femení de relleus 4 X 400.
Des de 2014 pertany al Club "Nike Running" i va ser membre del "València Terra i Mar" entre 2011 i 2013.

### Marques
- 400m: 51s 77 (Alcobendas, 28 de juliol de 2013)
- 400m: 51s 94 (Moscou, 11 d'agost de 2013)
- 400m: 51s 66 (2014)

### Palmarès
- Campiona d'Espanya Absoluta de 400m a l'aire lliure: quatre vegades (2009-2011-2012-2013, en 2014 no va participar)
- Campiona d'Espanya Absoluta de 400m en pista coberta: tres vegades (2012-2013-2014)
- Campiona d'Espanya Promesa de 400m a l'aire lliure (2009-2010)[6]
- Finalista (vuitena) en el Campionat Europeu d'Atletisme de 2014 en Zúric, 52s 33, (tercer millor temps en les semifinals, amb un temps de 51s 84)[1]